# 도클랑
도클랑(구자라트어: ઢોકળાં) 또는 도클라(힌디어: ढोकला, 마라티어: ढोकळा)는 인도의 구자라트 지방 및 인접한 마하라슈트라 등지에서 먹는 음식이다. 쌀과 차나 달(벵골콩 짜개), 우라드 달(우라드콩 짜개)를 물에 불렸다가 갈아 만든 반죽물을 발효시킨 다음 쪄 만든다. 고추, 겨자 씨, 아위가루 등을 볶은 것 및 고수 잎, 코코넛 과육 간 것 등으로 가니시해 낸다. 

## 같이 보기
- 카만
- 캉드비